# Quadricalcarifera tropica
Quadricalcarifera tropica är en fjärilsart som beskrevs av Sergius G. Kiriakoff 1974. Quadricalcarifera tropica ingår i släktet Quadricalcarifera och familjen tandspinnare. Inga underarter finns listade.